# 大庄镇 (双柏县)
大庄镇，是中华人民共和国云南省楚雄彝族自治州双柏县下辖的一个乡镇级行政单位。

## 行政区划
大庄镇下辖以下地区：
大庄村、尹代箐村、各三郎村、洒利黑村、木章郎村、普妈村、普岩村、柏子村、代么古村、干海资村、麻栗树村、桃园村和杞木塘村。